# زایلیس
زایلیس (انگلیسی: Zyliss) شرکت لوازم خانگی سوئیسی است، که در سال ۱۹۵۱ تأسیس شد.